# Hainton
Hainton – wieś w Anglii, w hrabstwie Lincolnshire, w dystrykcie East Lindsey. Leży 25 km na północny wschód od Lincoln i 203 km na północ od Londynu.